# Đường sắt Nhà nước Triều Tiên
Đường sắt Nhà nước Triều Tiên (조선민주주의인민공화국 철도성,  Chosŏn Minjujuŭi Inmin Konghwaguk Ch'ŏldo, thường được gọi là 국철, Kukch'ŏl, "State Rail") là bộ phận điều hành của Bộ Đường sắt Bắc Triều Tiên và có trụ sở tại P'yŏngyang. Bộ trưởng Bộ Đường sắt hiện nay là Jang Hyuk, người đã giữ vị trí này từ năm 2015.

## Lịch sử

### 1945–1953: Giải phóng, phân chia và chiến tranh Triều Tiên
Hệ thống đường sắt của Bắc Triều Tiên ban đầu được xây dựng dưới thời kỳ Nhật Bản chiếm đóng bởi Chosen Government Railway (Sentetsu), South Manchuria Railway (Mantetsu) và các công ty đường sắt thuộc sở hữu tư nhân khác nhau như Chosen Railway (Chōtetsu). Vào cuối Chiến tranh Thái Bình Dương, trong lãnh thổ của Triều Tiên ngày nay Sentetsu sở hữu 2.879,3 km (1.789,1 mi), trong đó 2.466,1 km (1.532,4 mi) là khổ tiêu chuẩn, và 413,2 km (256,8 mi) là khổ hẹp 762 mm (30,0 in); trong cùng lãnh thổ, các công ty đường sắt thuộc sở hữu tư nhân kiểm soát 851,5 km (529,1 mi) đường sắt, trong đó 678,4 km (421,5 mi) là khổ tiêu chuẩn và 173,1 km (107,6 mi) là khổ hẹp. Đồng thời, vào tháng 9 năm 1945 trong lãnh thổ tương lai của CHDCND Triều Tiên có 678 đầu máy xe lửa (124 steam tank, 446 tender, 99 đầu máy khổ hẹp, và 8 đầu máy chạy điện, cùng với một cần cẩu đường sắt chạy bằng hơi nước, 29 powered railcar, 747 toa chở khách, và 6928 toan chở hàng.
Với sự phân chia Triều Tiên thành các khu vực chiếm đóng của Liên Xô và Mỹ dọc theo vĩ tuyến 38 vào tháng 8 năm 1945, dịch vụ tại các tuyến Kyŏngwŏn và Kyŏngŭi trước đây bị gián đoạn. Tuy nhiên, ngay từ ngày 26 tháng 8, quân đội Liên Xô đã bắt đầu điều hành các đoàn tàu trên tuyến Kyŏngŭi phía bắc của Sariwŏn; ở phía nam, nơi US Army Transportation Corps đã kiểm soát đường sắt, dịch vụ trên Tuyến Kyŏngŭi đã được khởi động lại từ Tosŏng (phía bắc Kaesŏng) vào nam. Tháng 5/1946 nó đã được coi là bất hợp pháp để vượt qua vĩ tuyến 38 mà không có giấy phép, và vào ngày 9 tháng 8 năm đó, thẻ căn cước đã bị bắt buộc đối với việc đi lại bằng đường sắt ở phía bắc Triều Tiên.
Sự khởi đầu của Đường sắt Nhà nước Triều Tiên (Kukch'ŏl) với tư cách là một thực thể độc lập có thể được bắt đầu từ ngày 10 tháng 8 năm 1946, khi Ủy ban Nhân dân Lâm thời Bắc Triều Tiên quốc hữu hóa tất cả các tuyến đường sắt trong khu vực chiếm đóng của Liên Xô; tất cả mọi thứ liên quan đến hoạt động đường sắt đều dưới sự bảo trợ của Ủy ban Giao thông Nhân dân. Đường sắt gần như bị tê liệt do thiếu nhân viên có kinh nghiệm do việc trục xuất người Nhật Bản - phần lớn công nhân đường sắt, đặc biệt là các lao động lành nghề, lái tàu, thợ máy, kỹ sư và quản trị viên, là người Nhật Bản; làm cho tình hình tồi tệ hơn, Hồng Quân đã lấy đi rất nhiều thiết bị công nghiệp từ phía bắc Triều Tiên - máy móc nhà máy, linh kiện cho đập thủy điện, và một số lượng lớn đầu máy và toa xe. Hành khách dùng đến việc đi trên các chuyến tàu chở hàng không thường xuyên, và thậm chí trên đầu máy xe lửa.

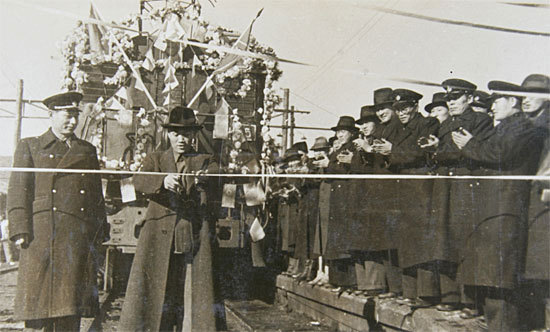
Lễ kỷ niệm hoàn thành việc điện khí hóa đoạn Yangdŏk–Sinch'ang của tuyến P'yŏngwŏn năm 1948.

Thành lập thực tế của Kukch'ŏl, với tư cách là một phần của Bộ Giao thông Vận tải Bắc Triều Tiên, từ năm 1948, sau khi thành lập chính thức Cộng hòa Dân chủ Nhân dân Triều Tiên. Khi Kukch'ŏl được chính thức thành lập vào năm đó, nó có 3.767 km (2.341 mi) cần sửa chữa, bao gồm việc khôi phục điện khí hóa trên đoạn Yangdŏk–Sinch'ang–Ch'ŏnsŏng của tuyến P'yŏngwŏn, và điện khí hóa mới của đoạn Kaego–Koin của tuyến Manp'o.
Ngày 10/12/1947, tài sản của Chosen Government Railway được phân chia chính thức giữa hai miền Triều Tiên, để lại cho Kukch'ŏl với 617 đầu máy hơi nước (141 tank, 476 tender), 8 đầu máy điện, và 1.280 toa chở khách và 9.154 toa chở hàng (747 và 6.928 tương ứng theo các nguồn khác).

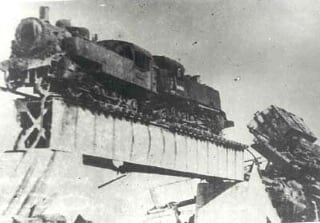
Một đầu máy xe lửa lớp Purŏp'a (부러파) do Nhật Bản chế tạo tại Triều Tiên trong Chiến tranh Triều Tiên.

Việc xây dựng mới khác diễn ra trước năm 1950, hưng Chiến tranh Triều Tiên nổ ra vào ngày 25 tháng 6 năm 1950 đã làm gián đoạn tiến độ. Ban đầu, Quân đội Nhân dân Triều Tiên chiếm ưu thế, chiếm phần lớn Bán đảo Triều Tiên ngoài một vùng nhỏ xung quanh Pusan; trong thời gian này, nhiều phương tiện đường sắt, như đầu máy xe lửa lớp DeRoI và đầu máy hơi nước được chế tạo tại Nhật Bản sau khi kết thúc chiến tranh và được chuyển đến Hàn Quốc dưới dạng bồi thường, đã được đưa tới Triều Tiên. Đồng thời, viện trợ chiến tranh dưới hình thức đầu máy và toa chở hàng đến từ các nước xã hội chủ nghĩa thân thiện như Liên Xô, Trung Quốc, Ba Lan, Hungary, và Tiệp Khắc. Tuy nhiên, các lực lượng Liên Hợp Quốc do Mỹ đứng đầu đã nhanh chóng xoay chuyển cuộc chiến; đến ngày 19 tháng 10 cùng năm đã chiếm được P'yŏngyang, và một tuần sau đó, quân đội Hàn Quốc đã đến sông Yalu. Trong suốt Chiến tranh Triều Tiên, phần lớn cơ sở hạ tầng đường sắt và nhiều đầu máy xe lửa đã bị phá hủy. Vào ngày 31 tháng 12 năm 1950, một đoàn tàu, bao gồm đầu máy Matei 10 và 25 toa tàu, đi từ Hanp'o đến Munsan đã bị Quân đội Hoa Kỳ chặn lại tại Changdan và bị phá hủy; đường ray cũng bị phá hủy, sau đó Tuyến Kyŏngŭi vẫn bị cắt đứt trong hơn 50 năm. Các lực lượng Liên Hợp Quốc đã nhanh chóng bị đẩy lùi về phía nam vĩ tuyến 38 và đến cuối năm, cuộc chiến đã trở nên bế tắc; ít trao đổi lãnh thổ đã xảy ra trong hai năm chiến đấu tiếp theo cho đến khi Hiệp định đình chiến Triều Tiên được ký kết vào ngày 27 tháng 7 năm 1953.

### 1953–1959: Tái thiết từ không có gì

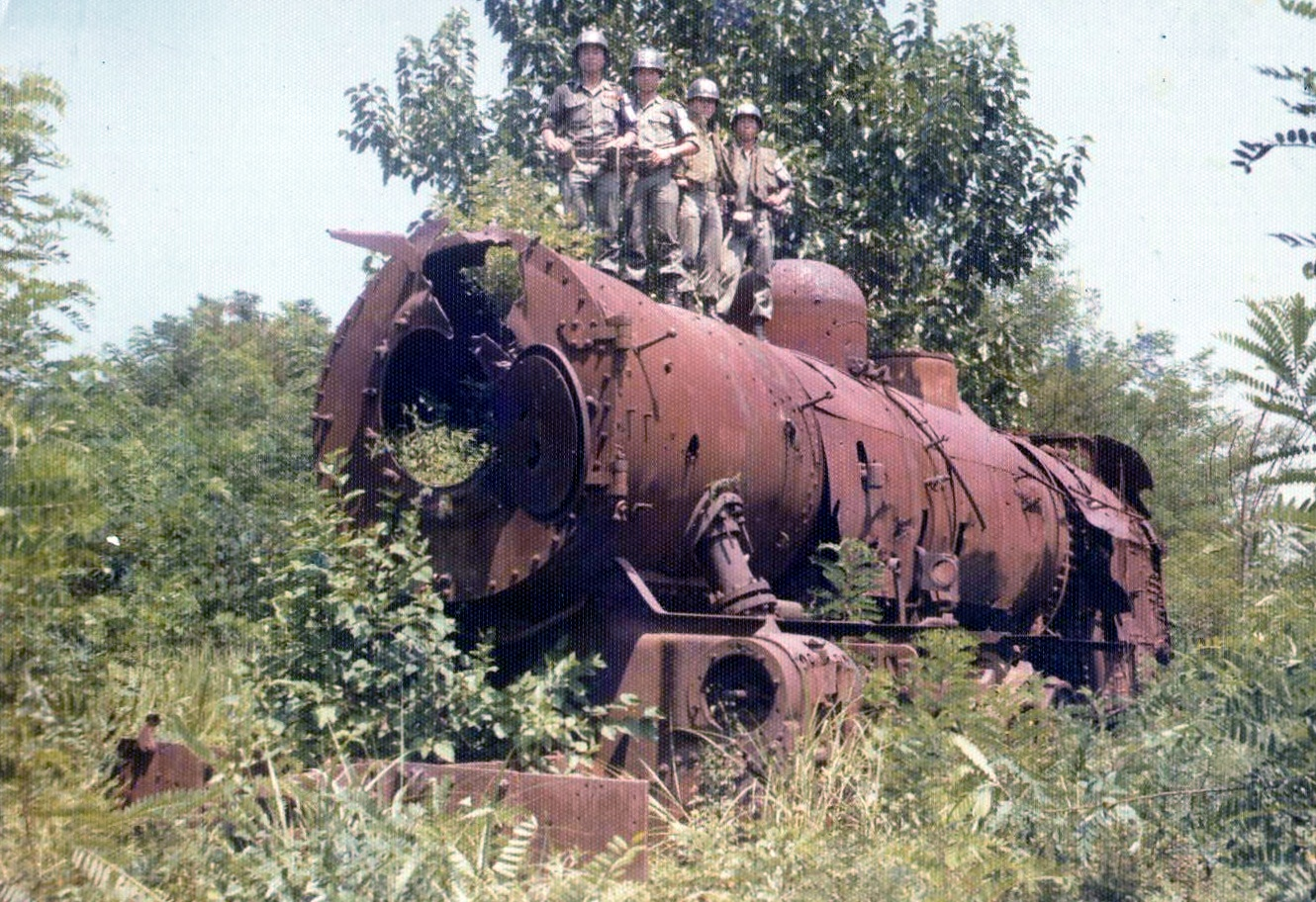
Tàn tích của đầu máy hơi nước Matei 10, bị phá hủy trong Chiến tranh Triều Tiên, tại Changdan năm 1976.

Triều Tiên bị tàn phá sau chiến tranh, với thiệt hại thậm chí còn lớn hơn ở miền nam. Các nhà máy, nhà cửa, cầu, đường bộ và đường sắt đã bị phá hủy trong các cuộc ném bom hạng nặng của Không quân Mỹ; Hệ thống xe điện của Bình Nhưởng đã bị phá hủy hoàn toàn, đến mức trục vớt nó được coi là không kinh tế và đã bị bỏ hoang. Tuy nhiên, việc tái thiết đã bắt đầu trước khi kết thúc chiến tranh và với sự trợ giúp của Chí nguyện Quân Nhân dân Trung Quốc, vào, thời điểm lệnh ngừng bắn được ký kết 1.382 km (859 mi) đường sắt đã được khôi phục. Mạng lưới giao thông của miền bắc đã bị tổn hại nghiêm trọng đến mức ở nhiều nơi, ngựa là phương tiện giao thông khả thi duy nhất; do đó, phần lớn các nỗ lực tái thiết ban đầu đã tập trung vào việc xây dựng lại đường sắt - đặc biệt là các tuyến kết nối Triều Tiên với Trung Quốc và Nga, để dễ dàng vận chuyển hàng hóa từ hai quốc gia này. Tuy nhiên, một số công trình mới đã được xây dựng, chủ yếu là hoàn thành các dự án bị gián đoạn do sự kết thúc sự chiếm đóng Nhật Bản hoặc bởi Chiến tranh Triều Tiên, như tuyến Tŏkp'al, được bắt đầu bởi công ty tư nhân West Chosen Central Railway vào đầu thập kỷ 1940, chạy từ Tŏkch'ŏn đến P'arwŏn,nhưng chỉ có 12,3 km (7,6 mi) đến Changsangri được hoàn thành kết thúc chiến tranh; dự án đã được hồi sinh sau Chiến tranh Triều Tiên và kết thúc tại P'arwŏn vào năm 1954. Trong vòng ba tháng đình chiến, 308 cây cầu với tổng chiều dài 15.000 m (49.000 ft) đã được sửa chữa hoặc xây dựng mới bởi các Chí nguyện quân đường sắt, và 37 nhà ga đã được xây dựng lại khi mạng lưới đường sắt dần được khôi phục lại tình trạng trước chiến tranh.
Mặc dù Liên Xô đã không can thiệp quân sự vào Chiến tranh Triều Tiên do sợ chỉ trích từ Liên Hợp Quốc, nhưng họ đóng một vai trò quan trọng và tích cực trong tái thiết sau chiến tranh. Trong bối cảnh thỏa thuận hỗ trợ kinh tế và kỹ thuật trị giá 1 tỷ rúp được ký giữa hai nước, một thỏa thuận hợp tác đường sắt đã được ký kết, trong đó có lời hứa sẽ giao đầu máy xe lửa điện lớp VL19 cho Triều Tiên. Trung Quốc cung cấp hỗ trợ trị giá 800 triệu RMB, cùng với sự trợ giúp đáng kể từ các nước xã hội chủ nghĩa ở Đông Âu, đặc biệt là Ba Lan: từ năm 1954 đến 1956, các kỹ sư và thợ máy đường sắt Ba Lan đã hỗ trợ Bắc Triều Tiên sửa chữa đầu máy hơi nước bị hư hỏng và đầu máy toa xe rolling stock. Với sự hỗ trợ rộng rãi của Liên Xô và Trung Quốc, đường sắt đã được xây dựng lại và mở rộng hơn nữa. Một cây cầu đường sắt thay thế đã được mở qua sông Taedong ở P'yŏngyang vào ngày 17 tháng 6 năm 1954 và ba tháng sau, vào ngày 25 tháng 9 năm 1954, tuyến Kangwŏn được mở lại giữa Kosan và P'yŏnggang. Cầu Áp lục giữa Sinŭiju và Dandong, Trung Quốc, nơi đã bị hư hại nghiêm trọng trong chiến tranh, đã được xây dựng lại trước khi chiến tranh kết thúc.
Vào ngày 5 tháng 2 năm 1954, một thỏa thuận được ký giữa Trung Quốc và CHDCND Triều Tiên về dịch vụ tàu hỏa xuyên biên giới,và một dịch vụ tàu hỏa qua Bắc Kinh-Bình Nhưởng bắt đầu chạy vào ngày 3 tháng 6 năm đó, sử dụng rolling stock của Đường sắt Trung Quốc. Kết nối với Liên Xô qua sông Tumen được thiết lập lần đầu tiên trong Chiến tranh Triều Tiên dưới hình thức cây cầu đường sắt bằng gỗ được mở vào năm 1952; vào giữa những năm 1950, cây cầu này đã trở nên không đủ cho giao thông trên tuyến và Cầu hữu nghị Triều-Nga giữa Tumangang và Khasan, Liên Xô đã được khai trương vào ngày 9 tháng 8 năm 1959.
Triều Tiên đã thừa hưởng một mạng lưới khá rộng gồm đường sắt khổ hẹp 762 mm (30,0 in) từ cả Sentetsu và trước đây là đường sắt thuộc sở hữu tư nhân. Một trong số đó là Tuyến Hwanghae chạy từ Hasŏng đến Haeju. Sau khi quốc hữu hóa các tuyến khổ hẹp của Chosen Railway ở vùng HwangHae vào tháng 4 năm 1944, Sentetsu đã quyết định rằng mức độ giao thông giữa Sariwŏn và Hasŏng là đủ để xây dựng một tuyến khổ tiêu chuẩn ngắn hơn để thay thế cho tuyến khổ hẹp hiện có; Công việc đã hoàn thành nhanh chóng, và đến tháng 9 cùng năm, 41,7 km (25,9 mi) "Hwanghae Main Line" được mở cửa. Tuy nhiên, phần còn lại của tuyến từ Hasŏng đến Haeju vẫn còn là khổ hẹp. Hwanghae Main Line giống như hầu hết các tuyến khác, bị hư hại nặng nề trong Chiến tranh Triều Tiên; việc tái thiết Hwanghae Main Line hoàn thành năm 1956, và Kim Il-sung đã đến thăm công trình tái thiết vào tháng 6 năm đó. Chuyển đổi đoạn Hasŏng—Haeju— Cảng Haeju sang khổ tiêu chuẩn bắt đầu năm 1958. Công việc được thực hiện bởi các đội "tình nguyện" trẻ, những người đã hoàn thành dự án vào ngày 12 tháng 8 năm 1958 - 75 ngày sau khi công việc bắt đầu. Để tôn vinh những nỗ lực của các đội tình nguyện viên trẻ, tuyến Sariwŏn—Haeju đã được đặt tên hiện tại, Hwanghae Ch'ŏngnyŏn Line – Hwanghae Youth Line.
Năm 1956, các nhà máy đường sắt ở West P'yŏngyang (hiện nay là Kim Chong-t'ae Electric Locomotive Works; nó đã được đặt tên như hiện tại vào năm 1969 để vinh danh nhà hoạt động cách mạng Hàn Quốc Kim Chong-t'ae, một thành viên của Đảng Cách mạng Thống nhất, người đã bị chính phủ Hàn Quốc xử tử năm đó.) và tại Wŏnsan (4 June Rolling Stock Works) đã được xây dựng lại và mở rộng với sự hỗ trợ của Ba Lan. Nhà máy đầu máy được mở cửa trở lại vào ngày 29 tháng 8 năm 1959, trong khi 4 June Works, sản xuất xe toa xe cũng như sửa chữa đầu máy hơi nước và xe buýt, đã đi vào hoạt động vào ngày 15 tháng 6 năm 1957. Nhà ga của ga P'yŏngyang, được làm chủ yếu bằng gỗ và đã bị phá hủy trong Chiến tranh Triều Tiên, cũng được xây dựng lại, với tòa nhà ga bằng đá hoành tráng được sử dụng ngày nay, với tổng diện tích 13.000 m2 (140.000 foot vuông) được mở của năm 1957. Để đào tạo các thế hệ kỹ sư đường sắt và công nhân đường sắt mới, Đại học Đường sắt P'yŏngyang được khai trương vào tháng 9 năm 1959.
Do đó, vào cuối những năm 1950, mạng lưới đường sắt của Bắc Triều Tiên đã được khôi phục lại như thời kỳ cai trị của Nhật Bản, với 3.167 km (1.968 mi) khổ tiêu chuẩn, 599 km (372 mi) khổ hẹp hoạt động lại.

### Thập niên 1960:Điện khí hóavà những tiến bộ của Phong trào Ch'ŏllima

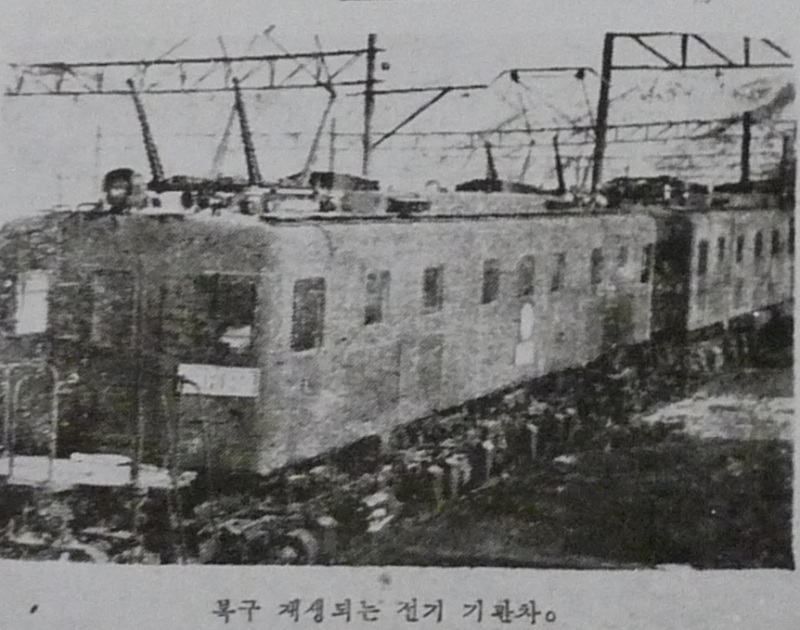
Các đầu máy điện do Nhật Bản sản xuất được thừa hưởng từ Sentetsu đã đóng một vai trò quan trọng ban đầu trong việc phục hồi và thực hiện các kế hoạch điện khí hóa.

Thập kỷ 1960 là một thập kỷ đột phá đối với Triều Tiên.Với việc tái thiết thiệt hại do Chiến tranh Triều Tiên gây ra gần như hoàn tất, những tiến bộ to lớn đã được thực hiện dưới Phong trào Ch'ŏllima, phong trào của Triều Tiên giống với Đại nhảy vọt của Trung Quốc; những nỗ lực đã được tập trung và hỗ trợ bởi đường sắt. Sự phát triển cũng được hỗ trợ bởi thực tế là, trong thời kỳ thuộc địa, hầu hết việc xây dựng công nghiệp nặng của Nhật Bản bao gồm sản xuất máy móc, cũng như phần lớn phát triển đường sắt, đã diễn ra ở phía bắc của đất nước; Triều Tiên cũng được hỗ trợ với nguồn tài nguyên thiên nhiên phong phú và một số nhà máy thủy điện lớn cũng được xây dựng bởi người Nhật. Phần lớn công việc được thực hiện trên đường sắt trong giai đoạn này tập trung vào điện khí hóa các đường trục chính. Do tầm quan trọng ngày càng tăng đối với đường sắt, đến năm 1965 Kukch'ŏl đã được chuyển từ Bộ Giao thông Vận tải sang Bộ Đường sắt (조선 민주주의 인민 공화국 철도성, Chosŏn Minjujuŭi Inmin Konghwaguk Ch'ŏldosŏng) mới thành lập.

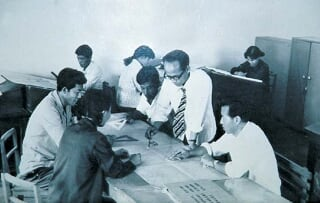
Nhóm thiết kế tại Kim Chong-t'ae Electric Locomotive Works đang làm việc để thiết kế đầu máy xe lửa Red Flag 1 vào năm 1960.

Tái điện khí hóa đoạn Yangdŏk–Ch'ŏnsŏng của tuyến P'yŏngra, ban đầu được điện khí hóa vào năm 1948 nhưng đã bị phá hủy trong Chiến tranh Triều Tiên, được hoàn thành với sự hỗ trợ của Liên Xô vào ngày 25 tháng 5 năm 1956, nhưng điện khí hóa quy mô lớn ở các tuyến đường sắt của Bắc triều Tiên chỉ bắt đầu vào năm 1958; đến cuối những năm 1960, gần 900 km (560 mi) tuyến đường đã được điện khí hóa và đến năm 1973, khi việc điện khí hóa tuyến P'yŏngra hoàn thành, trên 1,300 km (0,808 mi) tuyến đường đã được điện khí hóa, hiện thực hóa mục tiêu điện khí hóa tất cả các đường trục chính. Điện khí hóa các tuyến được đi kèm với việc sản xuất đầu máy điện. Việc sản xuất đầu máy xe lửa điện nhỏ để sử dụng trong các mỏ đã bắt đầu vào năm 1958, nhưng việc sản xuất đầu máy xe lửa điện chính đã không bắt đầu cho đến một vài năm sau đó. Mặc dù Liên Xô đã hứa sẽ giao đầu máy xe lửa do Liên Xô sản xuất cho Triều Tiên, nhưng điều này chưa bao giờ diễn ra, vì vậy để bổ sung mười sáu đầu máy xe lửa được thừa hưởng từ Sentetsu, vào năm 1958, Kukch'ŏl đã đặt hàng mười đầu máy Type 22E2 từ Škoda Works của Tiệp Khắc. Tuy nhiên, đây chỉ là một biện pháp tạm thời, vì mục tiêu chính là phát triển đầu máy xe lửa sản xuất trong nước. Cuối cùng, giấy phép chế tạo Škoda Type 30E đã được mua từ Tiệp Khắc, bao gồm chuyển giao công nghệ, và một số được chế tạo theo thiết kế ban đầu để làm quen với quy trình, nhưng phần lớn nỗ lực được dành cho nỗ lực thiết kế lớn hơn, bản địa hóa thiết kế. Nguyên mẫu của đầu máy điện chính được sản xuất trong nước đầu tiên của Triều Tiên, Red Flag 1, hoàn thành tại Kim Chŏng-t'ae Works (còn được gọi là P'yŏngyang Electric Locomotive Works) ngày 30/8/1961, và Kim Il-sung đã đến thăm nhà máy trong dịp này và đích thân chọn tên cho đầu máy. Sản xuất nối tiếp bắt đầu vào năm 1962, với hai mươi chiếc được chế tạo vào năm đó, tiếp theo là ba mươi chiếc khác vào năm 1963; cuối cùng, hơn 150 đã được sản xuất.
| Năm        | Từ           | Đến          | Tuyến               | Khoảng cách | Ghi chú                                            |
| ---------- | ------------ | ------------ | ------------------- | ----------- | -------------------------------------------------- |
| 1944       | Pokkye       | Kosan        | Kyŏngwŏn            | 53.9        | Sentetsu; Bị phá hủy trong Chiến tranh Triều Tiên. |
| 1948       | Yangdŏk      | Ch'ŏnsŏng    | P'yŏngra            | 50.8        | Bị phá hủy trong Chiến tranh Triều Tiên.           |
| 1948       | Kaegu        | Koin         | Manp'o              |             | Bị phá hủy trong Chiến tranh Triều Tiên.           |
| 25/5/1956  | Yangdŏk      | Ch'ŏnsŏng    | P'yŏngra            | 50.8        |                                                    |
| 1957-62    | Miryŏk       | Ryŏkp'o      | P'yŏngbu            | 12.0        |                                                    |
| 1957-62    | Susŏng       | Komusan      | Hambuk              | 34.3        |                                                    |
| 1958       | Ch'ŏnsŏng    | Kowŏn        | P'yŏngra            | 38.0        |                                                    |
| 1958       | Yangdŏk      | Sinsŏngch'ŏn | P'yŏngra            | 40.2        |                                                    |
| 31/3/1960  | Myŏngch'ŏn   | Rodong       | P'yŏngra            | 23.3        |                                                    |
| 1960       | Kilju Ch.    | Ryongban     | P'yŏngra            | 38.7        |                                                    |
| 1961       | Kimchaek     | Kilju Ch.    | P'yŏngra            | 34.3        |                                                    |
| 1962       | Tanch'ŏn Ch. | Kimchaek     | P'yŏngra            | 42.5        |                                                    |
| 1962       | Chiha-ri     | P'yŏngsan    | Ch'ŏngnyŏn Ich'ŏn   | 51.4        |                                                    |
| 1964       | Hongwŏn      | Tanch'ŏn Ch. | P'yŏngra            | 127.0       |                                                    |
| 1964       | P'yŏngyang   | Sinŭiju      | P'yŏngŭi            | 225.1       |                                                    |
| 1/11/1968  | Kowŏn        | Hongwŏn      | P'yŏngra            | 144.5       |                                                    |
| 10/10/1970 | Myŏngch'ŏn   | Ch'ŏngjin    | P'yŏngra            | 116.1       |                                                    |
| 1973       | Rajin        | Ch'ŏngjin    | P'yŏngra            | 81.2        |                                                    |
| 1982       | Haeju        | Hasŏng       | Hwanghae Ch'ŏngnyŏn | 80.5        |                                                    |

Trong khi đó, để hiện đại hóa trên các tuyến không điện khí hóa, Kukch'ŏl bắt đầu đặt hàng các đầu máy diesel để bắt đầu thay đầu máy hơi nước trên các tuyến này. Bước đầu tiên đối với quá trình diesel hóa là vào năm 1964, với sự xuất hiện của mười bốn đầu máy loại DVM-4 từ Ganz-MÁVAG của Hungary, được sử dụng cho cả shunting và để kéo các chuyến tàu địa phương trên các nhánh. Sau trải nghiệm ban đầu tích cực với đầu máy diesel này, một đơn đặt hàng đã được đặt cho đầu máy lớn hơn, mạnh hơn phù hợp để sử dụng trên các chuyến tàu tải nặng chính. Được sản xuất tại Liên Xô theo yêu cầu của Hungary, hai nguyên mẫu đầu tiên của đầu máy kiểu M62 xuất hiện trên Soviet Railways năm 1964 trước khi sản xuất hàng loạt và giao hàng cho Hungary bắt đầu vào năm 1965; vào thời điểm Kukch'ŏl nhận được các đợt giao hàng đầu tiên của họ - loại K62 được chỉ định bởi nhà máy - vào năm 1967, M62 đã trở thành xương sống của năng lượng diesel trên toàn cộng đồng Comecon: ngoài Hungary, năm 1965 và 1966 loại này đã được đưa vào sử dụng với số lượng lớn ở Ba Lan, Tiệp Khắc và Đông Đức. Tổng cộng 64 chiếc đã được chuyển đến Bắc Triều Tiên trong khoảng thời gian từ 1967 đến 1974, nhanh chóng trở thành trụ cột trên các tuyến không điện khí hóa do hiệu suất cao và dễ sử dụng.
Cùng với việc điện khí hóa các đường trục, việc xây dựng các tuyến mới cũng được bắt đầu trong giai đoạn này. Nhiều tuyến trong số này, chẳng hạn như tuyến Unbong Line khánh thành năm 1959 được mở vào năm 1959 để hỗ trợ xây dựng đập Unbong, tuyến Pinallon mở vào năm 1961 để phục vụ Khu liên hợp February 8 Vinylon Complex và tuyến P'yŏngyanghwajŏn được mở cùng năm để phục vụ Nhà máy Nhiệt điện Pyongyang là những dự án hoàn toàn mới, ban đầu được xây dựng để hỗ trợ xây dựng các dự án sản xuất điện và công nghiệp quy mô lớn khác nhau, và một số, như đoạn đầu tiên của tuyến Ch'ŏngnyŏn Ich'ŏn từ P'yŏngsan đến Chihari được mở năm 1962 như là một tuyến điện khí hoàn toàn, là giai đoạn đầu của các đường trục mới được lên kế hoạch. Tuy nhiên, nhiều tuyến khác, mặc dù được công khai là hoàn toàn do sự chỉ đạo của Lãnh tụ vĩ đại, chỉ đơn giản là hoàn thành các dự án do người Nhật khởi xướng trước năm 1945. Sự hoàn thành nổi tiếng của Tuyến P'yŏngra, được khai trương vào ngày 10 tháng 6 năm 1965 như là một đường tắt dẫn đến việc giảm đáng kể thời gian đi lại giữa Chongjin và Rajin, thực ra chỉ là việc hoàn thành dự án Ch'ŏngra Line được Sentetsu bắt đầu vào năm 1945, nhưng việc xây dựng bị gián đoạn do sự kết thúc của sự cai trị của Nhật Bản. Tương tự, tuyến Tŏksŏng, được mở bởi Kukch'ŏl vào ngày 6 tháng 10 năm 1960, chỉ đơn giản là việc thực hiện một dự án Sentetsu chưa thực hiện vào những năm 1940 để mở rộng một tuyến đã hoàn thành vào đầu năm 1929, hoặc tuyến Kŭmgol Line, được hoàn thành vào năm 1962, khi tới được Kŭmgol; tuy nhiên, đây chỉ là một phần mở rộng 3,7 km (2,3 mi) để hoàn thành một dự án bắt đầu bởi một tuyến đường sắt tư nhân trong thời kỳ thuộc địa, với hầu hết tuyến (gần 60 km (37 mi)) được mở vào năm 1943. Một số tuyến được xây dựng mới là khổ hẹp 762 mm (30,0 in), như 53,7 km (33,4 mi) Ŭnnyul Line mở năm 1963 (đã được chuyển đổi thành khổ tiêu chuẩn năm 1971), và Sŏhaeri Line, mở năm 1964 để phục vụ các mỏ quặng sắt và một cảng nhỏ.

### Thập niên 1970 và 1980: thời kỳ vàng son
Vào những năm 1970, Triều Tiên nhằm mục đích phát triển hơn nữa các tuyến đường sắt thông qua việc thúc đẩy khoa học và công nghệ. Trong "Kế hoạch sáu năm vì sự phát triển kinh tế của nhân dân" bắt đầu từ năm 1971, Kim Il-sung, với khẩu hiệu "자력 갱생" (Charyŏk Kaengsaeng, "Tự lực"), tuyên bố rằng mọi thứ - kinh tế, tiến bộ khoa học và phát triển công nghệ công nghiệp - nên được thực hiện hoàn toàn trong nước. Mặc dù một số lượng đáng kể đã đạt được thông qua nỗ lực trong nước, một số lượng lớn các tiến bộ được thực hiện đến từ các nguồn nước ngoài và chỉ đơn giản là gắn mác Bắc Triều Tiên. Thập niên 1970 và 1980 có thể được coi là "thời hoàng kim" của Bắc Triều Tiên, và mặc dù nó không kéo dài lâu, những thành công đáng kể trong việc phát triển đường sắt đã đạt được.
Rất nhiều sự chú ý đã được tập trung cho việc phát triển giao thông đô thị trong giai đoạn này. Sau sự thành công của hệ thống xe điện bánh hơi của P'yŏngyang được mở năm 1962, dịch vụ xe điện bánh hơi được khánh thành ở Ch'ŏngjin (1970), Hamhŭng (1973), Sinŭiju (1978), và Kowŏn (1979), Nampo (1982), P'yŏngsŏng (1983), Haeju (1986), Anju (1987), và nhiều nơi khác, cùng với khai trương P'yŏngyang Metro năm 1973; mặc dù hầu hết các xe đẩy được chế tạo ở Bắc Triều Tiên theo thiết kế của Tiệp Khắc và Liên Xô, tàu điện ngầm - mặc dù tuyên bố hoàn toàn là sản xuất trong nước - sử dụng hầu hết các thiết bị được cung cấp từ Trung Quốc. Tuy nhiên, vào thời điểm đó, ngay cả Seoul cũng không có hệ thống tàu điện ngầm, việc mở cửa được tuyên bố là bằng chứng cho sự vượt trội của hệ thống xã hội chủ nghĩa.
Mở rộng và điện khí hóa hệ thống đường sắt quốc gia cũng tiếp tục. Các đường trung kế mới đã được mở, chẳng hạn như hoàn thành tuyến Ch'ŏngnyŏn Ich'ŏn ngày 10/10/1972, hoàn thành tuyến Ch'ŏngnyŏn P'arwŏn Line, và mở các tuyến ngắn hơn nhằm phục vụ các mỏ, nhà máy điện và các nhà máy mới, như Musan Kwangsan (1971), Ch'ŏnghwaryŏk và Namhŭng Line năm 1976, Sŏhae Kammun Line vượt qua West Sea Barrage ngày 24/6/1986, và nhiều tuyến khác. Một số dự án lớn đã được khởi xướng, chẳng hạn như Pukpu Line vốn là một tuyến đường trục ngang đông-tây mới ở phía bắc của đất nước, nhưng chỉ hoàn thành một phần: mặc dù công việc bắt đầu vào năm 1981, giai đoạn đầu tiên, từ Manp'o đến Hyesan hoàn thành năm 1988, nhưng việc xây dựng thêm đã bị đình chỉ trong hơn hai mươi năm. Bất kể, các dự án Sŏhae Kammun và Pukpu Line là các dự án xây dựng đường sắt lớn nhất mà Bắc Triều Tiên tự thực hiện hoàn toàn. Cùng với việc xây dựng các tuyến mới, một số đường khổ hẹp hiện tại đã được chuyển đổi thành khổ tiêu chuẩn, và đến năm 1983, 927 km (576 mi) được hoàn thành.
Việc điện khí hóa tuyến P'yŏngra cuối cùng đã được hoàn thành vào những năm 1970; dự án đã được bắt đầu tại Yangdŏk vào năm 1948 và hoàn thành trong các giai đoạn sau nhiều năm sau Chiến tranh Triều Tiên, cho đến khi phần cuối cùng giữa Rajin và Ch'ŏngjin được tiếp tục vào năm 1973. Với việc điện khí hóa tuyến P'yŏngŭi năm 1964 và hoàn thành của dự án P'yŏngra Line, cả hai đường trục chính kết nối P'yŏngyang với Trung Quốc và Liên Xô tương ứng, đã được điện khí hóa hoàn toàn. Đến cuối những năm 1970, mục tiêu loại bỏ năng lượng hơi nước từ các đường trục chính đã đạt được, với gần 87,5% tất cả các chuyển động đường sắt được vận chuyển bằng đầu máy điện vào đầu những năm 1980, tổng chiều dài của các tuyến khổ tiêu chuẩn điện khí hóa của Bắc Triều Tiên đạt 3,940 km (2,448 mi); Ngoài ra, trackage trong nhiều khu công nghiệp cũng được điện khí hóa.

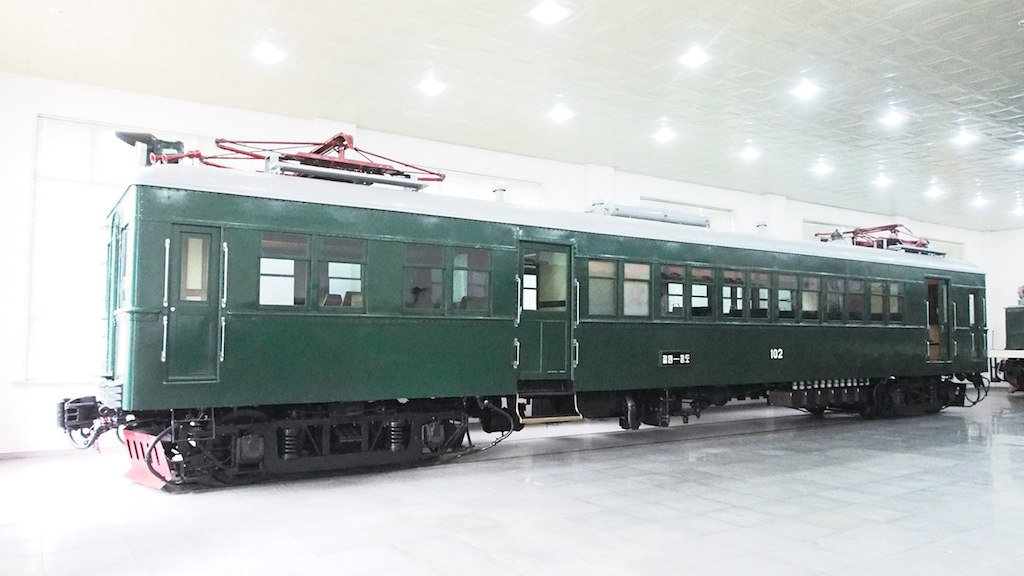
Một toa tàu điện của Kŭmgangsan Electric Railway được bảo quản tại Bảo tàng Đường sắt P'yŏngyang.

Khi điện khí hóa đã trở thành một chính sách cấp quốc gia, Kukch'ŏl đã bắt đầu phát triển động cơ điện mới. Tàu chạy động cơ điện đã được sử dụng trước chiến tranh bởi Kŭmgangsan Electric Railway, và chúng được Kukch'ŏl sử dụng cho đến khi đường dây bị phá hủy trong Chiến tranh Triều Tiên, và không có đường ray điện nào được sử dụng sau đó trong nhiều năm. Tuy nhiên, việc khai trương P'yŏngyang Metro, cùng với sự chú ý trên toàn thế giới về các tàu điện tốc độ cao như Bullet Train Nhật Bản được đưa vào sử dụng năm 1964 và lớp ER200 do Soviet Railways giới thiệu năm 1974 năm 1974, đã khiến Bộ Đường sắt chỉ đạo những nỗ lực hướng tới sự phát triển của một tàu cao tốc cho Bắc Triều Tiên, dẫn đến việc ra mắt tàu điện đầu tiên của Bắc Triều Tiên, EMU Class Juche, năm 1976. Bên ngoài, hệ thống bốn toa có hình dáng tương tự như các đoàn tàu 181 series được sử dụng bởi Japanese National Railways trên đường cao tốc giới hạn Kodama; bên trong, mặc dù tất cả điện khí hóa của Bắc Triều Tiên là dòng điện một chiều 3000V, EMU lớp Juche được chế tạo để dùng dòng điện xoay chiều - có thể nhằm vận hành trong tương lai ở Hàn Quốc, nơi sử dụng điện khí hóa AC. Các thử nghiệm đã được thực hiện xung quanh P'yŏngyang, nhưng không có hệ thống nào được xây dựng thêm, cho thấy thí nghiệm được coi là thất bại. Hệ thống này vẫn được lưu trữ cho đến năm 1998, khi nó được tân trang lại, và đưa vào sử dụng cho dịch vụ đi lại hàng ngày cho các nhà khoa học giữa P'yŏngyang và Paesanjŏm, mất một giờ để đi được quãng đường 38 km (24 mi) mỗi chiều.
Bất chấp thất bại của dự án đường sắt cao tốc, việc phát triển đầu máy xe lửa vẫn tiếp tục. Một vấn đề đặc biệt là việc thiếu đủ lực kéo trên các chuyến tàu chở hàng nặng trên các tuyến đường núi và để giải quyết vấn đề này, một đầu máy có khớp nối 8 trục đã được thiết kế. Dựa trên lớp Red Flag 2, nguyên mẫu đầu tiên của lớp Red Flag 6 được ra mắt vào năm 1981, sản xuất bắt đầu vào năm 1986 và nó được đưa vào sử dụng vào năm 1987. Về mặt kỹ thuật, về cơ bản, chúng chỉ là hai đầu máy xe lửa lớp Red Flag 2 được ghép vĩnh viễn, cùng với một chút đổi mới so với thiết kế ban đầu.

### Thập niên 1990: lập kế hoạch hiện đại hóa, hiện thực suy thoái
Do đó, mặc dù với tốc độ chậm, sự phát triển của đường sắt của Bắc Triều Tiên vẫn tiếp tục. Bước vào thập niên 1990, Kukch'ŏl tiếp tục với các kế hoạch điện khí hóa toàn bộ mạng lưới. Sau khi điện khí hóa một phần của tuyến khổ hẹp Paengmu được hoàn thành vào tháng 8/1991, Tuyến Sinhŭng đã được điện khí hóa vào năm 1992, cũng như một phần của tuyến Ongjin; trong cùng năm, một "Kế hoạch Hiện đại hóa Đường sắt" để tiếp tục thúc đẩy phát triển cơ sở hạ tầng đường sắt đã được công bố. Kế hoạch tiếp tục xây dựng tuyến Pukpu Line vẫn được duy trì; giai đoạn tiếp theo của dự án này đã hình dung việc chuyển đổi tuyến Samjiyŏn từ khổ hẹp sang khổ tiêu chuẩn, xây dựng tuyến đường mới từ Motka, bến cuối của Tuyến Samjiyŏn, đến Hŭngam trên tuyến Paengmu, và hiệu chỉnh tuyến Paengmu từ Hŭngam đến Musan. Mặc dù công việc khảo sát cho phần mới đã được bắt đầu, cuộc khủng hoảng tài chính của Triều Tiên trong những năm 1990 đã khiến dự án bị đình chỉ cho đến năm 2007. Việc điện khí hóa cho tuyến Hambuk kết thúc năm 1995 với việc rãi dây điện của đoạn Hoeryŏng–Namyang, trong khi việc điện khí hóa của tuyến Kŭmgangsan Ch'ŏngnyŏn hoàn thành vào ngày 15/4/1997. Năm 1993, một kế hoạch đường đôi với tổng số 337 km đường đã được bắt đầu. Trong thời Nhật Bản chiếm đóng, phần lớn các tuyến đường là đường đôi; tuy nhiên, cần phải được xây dựng lại nhanh chóng sau khi Chiến tranh Triều Tiên bị phá hủy trên diện rộng, những tuyến đường này đã được xây dựng lại thành những đường đơn - ngay cả những tuyến quan trọng nhất, như Tuyến P'yŏngŭi đến Trung Quốc. Mặc dù công việc được cho là đã bắt đầu vào năm đó, nhưng chưa có dự án đường đôi nào được lên kế hoạch hoàn thành. Bất chấp tất cả các kế hoạch cao cả, từ năm 1990 đến 1996, chỉ có 67 km (42 mi) của các tuyến mới được hoàn thành; tình hình đã tốt hơn một chút trong nửa sau của thập niên 90, với 102 km (63 dặm) được hoàn thành.
Ngày 8 tháng 7 năm 1994, Kim Il-sung qua đời, dẫn đến thời kỳ quốc tang vài năm. Điều này, cùng với việc mất tiền viện trợ từ các đồng minh cũ sau sự sụp đổ của Liên Xô và Đông Âu, cũng như lũ lụt lớn và các thảm họa tự nhiên khác, dẫn đến một giai đoạn khủng hoảng kinh tế được gọi là Tháng ba gian khổ; nỗ lực khắc phục điều này thông qua việc đưa ra chính sách Sŏngun đã làm trầm trọng thêm tình hình. Đương nhiên, điều này cũng ảnh hưởng nghiêm trọng đến đường sắt, dẫn đến sự suy giảm nghiêm trọng của đầu máy toa xe và cơ sở hạ tầng, làm giảm đáng kể năng lực và hiệu quả hoạt động, và khiến các hoạt động thực tế không thể thực hiện được.

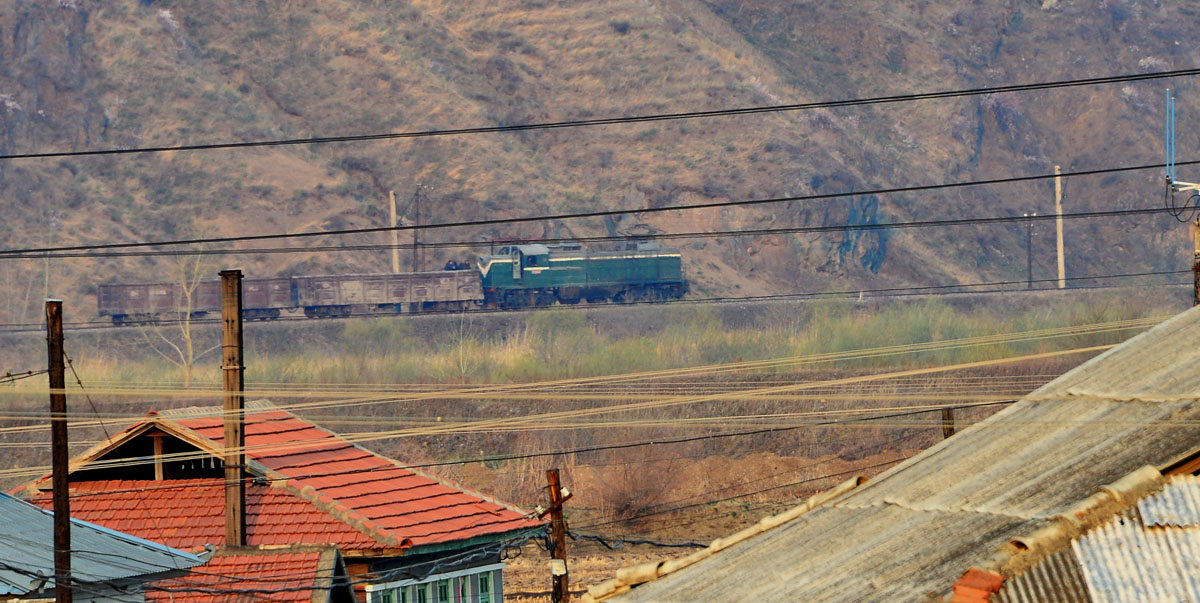
Một đầu máy diesel do Liên Xô chế tạo đang hoạt động sau khi chuyển đổi sang vận hành điện.

Trong những năm 1990, đầu tư vào rolling stock đã đi vào bế tắc.Mặc dù một số lượng nhỏ đầu máy diesel mới được chế tạo đã được nhập khẩu từ Nga trong nửa đầu thập kỷ, nhưng tình hình đã trở nên nghiêm trọng đến nỗi vào năm 1998 Kim Yong-sam, người thay thế Pak Yŏng-sŏk làm Bộ trưởng Đường sắt vào tháng 9 năm đó, thông báo rằng do tình trạng phát điện quan trọng ở nước này, điện không thể được đảm bảo cho hoạt động của tàu hỏa, và do đó việc sử dụng đầu máy hơi nước sẽ được phục hồi trên một số tuyến. Mặc dù đã hết thời gian phục vụ nhiều năm trước, Kukch'ŏl vẫn bị buộc phải phụ thuộc một lần nữa vào đầu máy xe lửa hơi nước do Nhật Bản chế tạo trước Giải phóng Triều Tiên. Tuy nhiên, lý do chính trị khiến chúng ta không thể thừa nhận rằng đất nước, mà chỉ hai mươi năm trước đó đã tự túc trong sản xuất đầu máy toa xe, không thể cung cấp đầu máy mới rất cần thiết. Do đó, đầu máy diesel K62-class cũ nhất của họ đã được chuyển đổi thành đầu máy điện bằng cách thay thế động cơ diesel của chúng bằng động cơ điện, dẫn đến lớp Kanghaenggun (강행군, "Forced March"), chiếc đầu tiên trong số mười một chiếc đã được đưa vào sử dụng trên các đường trục điện khí hóa vào năm 1998. Với mục đích tuyên truyền, chúng được công bố là đầu máy mới được sản xuất trong nước. Đây không phải là trường hợp duy nhất trong đó thiết bị tân trang, hoặc thiết bị mua lại từ nước ngoài, được báo cáo là sản xuất mới trong nước: hệ thống xe điện được mở tại Ch'ŏngjin năm 2002 đã được công bố là sử dụng xe điện được sản xuất trong nước (thực tế chúng là đã mua xe cũ từ Cộng hòa Séc) và những chiếc xe chở khách đã qua sử dụng được mua từ BLS Lötschbergbahn của Thụy Sĩ trong cùng năm được báo cáo là do các công nhân nhà máy chế tạo trong thời gian rảnh rỗi.

## Hoạt động và cơ sở hạ tầng

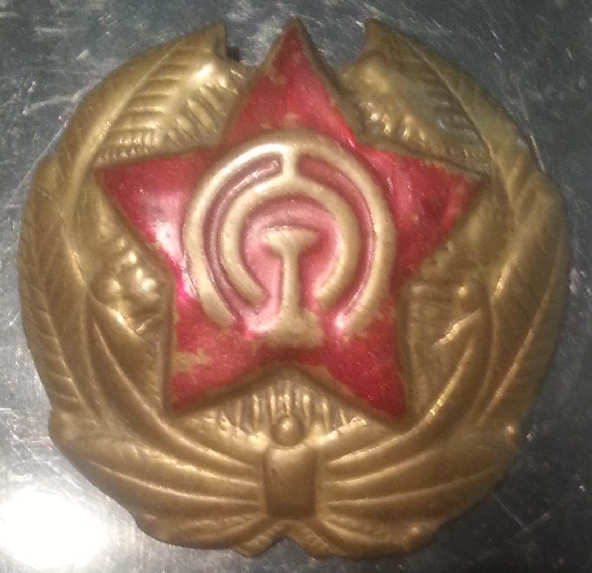
Huy hiệu trên mũ của công nhân đường sắt Kukch'ŏl.

Đường sắt Nhà nước Triều Tiên điều hành trên 5,248 km (3,261 mi) đường sắt, trong đó 4.725 km (2.936 mi) là khổ tiêu chuẩn 1.435 mm (4 ft 8+1⁄2 in), 156 km (97 mi) là khổ rộng 1.520 mm (4 ft 11+27⁄32 in), và 523 km (325 mi) là khổ hẹp 762 mm (2 ft 6 in) Trong tất cả, khoảng 80% thường xuyên được sử dụng. 3.893,5 km (2.419,3 mi) trong số các đường khổ tiêu chuẩn được điện khí hóa ở 3 kV DC và 295,5 km (183,6 mi) của đường khổ hẹp ở 1.5 kV DC. Các trạm biến áp thủ công và bán tự động được sử dụng, nằm cách nhau 15 km (9,3 mi), 30 km (19 mi) hoặc 60 km (37 mi), (50 km (31 mi)– khoảng cách 60 km (37 mi) áp dụng trên tuyến Kangwŏn Line).
| Loại           | Nam   | Bắc   |
| -------------- | ----- | ----- |
| Chiều dài      | 3.392 | 5.248 |
| Điện khí hóa   | 1.670 | 4.243 |
| Đường đôi      | 1355  | 106   |
| Dường đơn      | 2.037 | 5.142 |
| Khổ tiêu chuẩn | 3.125 | 4.591 |
| Khổ rộng       | 0     | 134   |
| Khổ hẹp        | 0     | 523   |

Chính sách giao thông quốc gia của Bắc Triều Tiên tập trung vào đường sắt là phương tiện vận chuyển chính cho cả hành khách và hàng hóa. Dịch vụ chở khách bao gồm cả tàu đường dài, cũng như dịch vụ đi lại cho sinh viên và người lao động; vận tải hàng hóa tập trung vào nguyên liệu công nghiệp và giao thông quân sự, cũng như xuất nhập khẩu. Bằng cách nhấn mạnh vào việc vận chuyển hàng hóa bằng đường sắt, đến năm 1983, lượng giao thông được vận chuyển bằng đường sắt trong khoảng thời gian mười một ngày tương đương với vận chuyển trong cả năm 1946. Kiểm soát giao thông là bằng lệnh bảo đảm.
Trong những năm gần đây, người ta đã chú trọng đến việc di chuyển từ đường sắt sang vận tải đường bộ cho các chặng 150 km (93 mi)–200 km (120 mi) hoặc ngắn hơn, do hiệu quả chi phí cao hơn của vận chuyển đường bộ trong khoảng cách ngắn.
Đường sắt chiếm một phần rất lớn giao thông ở Bắc Triều Tiên:
| Loại                  | Nam   | Bắc  |
| --------------------- | ----- | ---- |
| Chở khách - đường sắt | 15,37 | 49,1 |
| Chở khách - đường bộ  | 81,59 | 50,9 |
| Chở hàng - đường sắt  | 7,73  | 92,8 |
| Chở hàng - đường bộ   | 73,39 | 7,2  |

Do cơ sở hạ tầng xuống cấp, hoạt động bình thường trở nên khó khăn do thiếu điện và tình trạng bảo trì cơ sở hạ tầng kém. Tà vẹt, đường hầm và cầu đang trong tình trạng cực kỳ khó sửa chữa. Các đường ray được đặt trên tà vẹt bằng gỗ hoặc bê tông, sử dụng đường ray 37, 40, 50, 60 kg/m (75, 81, 101, 121 lb/yd) sản xuất trong nước, Trung Quốc và Nga. Sỏi ven sông và đá dằn được sử dụng. Các hầm được xây dựng bằng bê tông; nhiều nơi trong tình trạng nghèo nàn, đã được xây dựng trong thời kỳ thuộc địa. Thiết bị liên lạc và cơ sở hạ tầng tín hiệu bán tự động có từ những năm 1970 và được nhập khẩu từ Trung Quốc và Liên Xô. Tình trạng kém của cơ sở hạ tầng hạn chế nghiêm trọng tốc độ hoạt động - tốc độ tàu trung bình thấp như 20 km/h (12 mph)–60 km/h (37 mph) (Tại Hàn Quốc 60 km/h (37 mph)–100 km/h (62 mph) trên các tuyến không phải cao tốc): chỉ trên tuyến P'yŏngbu đạt được tốc độ 100 km/h (62 mph).
| Tuyến                 | Khoảng cách (km) | Thời gian | Tốc độ trung bình (km/h) | Chú thích              |
| --------------------- | ---------------- | --------- | ------------------------ | ---------------------- |
| P'yŏngyang-Tumangang  | 847,5            | 20:56     | 40,5                     |                        |
| P'yŏngyang-Sinŭiju    | 225,1            | 3:45      | 60,0                     |                        |
| Changyŏn-Manp'o       | 508,4            | 14:08     | 36,0                     |                        |
| P'yŏngyang-Hyesan     | 728,7            | 18:32     | 39,7                     | thông qua Pyongra Line |
| P'yŏngyang-Hyesan     | 445,4            | 19:20     | 23,0                     | thông qua Manp'o Line  |
| P'yŏngyang-P'yŏnggang | 377,7            | 10:50     | 34,9                     |                        |
| P'yŏngyang-Musan      | 823,5            | 19:15     | 42,8                     |                        |
| P'yŏngyang-Hŭich'ŏn   | 176,2            | 5:32      | 32,0                     |                        |

### Dịch vụ chở khách
Hệ thống đường sắt này cung cấp hình thức vận chuyển đường dài chính ở Bắc Triều Tiên.
Mặc dù Hồng quân Liên Xô đã khởi động lại hoạt động của các đoàn tàu chở khách chỉ vài ngày sau khi phân chia Triều Tiên vào năm 1945, nhưng chỉ sau khi Chiến tranh Triều Tiên kết thúc, các chuyến tàu quốc tế thường xuyên giữa Triều Tiên và Trung Quốc mới được nối lại. Một thỏa thuận về dịch vụ xe lửa xuyên biên giới đã được ký kết giữa hai nước vào ngày 5 tháng 2 năm 1954 và hoạt động thường xuyên của tuyến Bắc Kinh –P'yŏngyang thông qua các chuyến tàu bắt đầu bốn tháng sau, vào ngày 3 tháng 6, bằng cách sử dụng rolling stock của China Railway.
Năm 1983 Đường sắt Nhà nước Triều Tiên cũng bắt đầu vận hành các chuyến tàu P'yŏngyang–Bắc Kinh, bằng cách sử dụng đầu máy toa xe của riêng mình, và kể từ đó KSR và China Railway cùng khai thác các chuyến khứ hồi hàng tuần giữa hai thủ đô. Những chuyến tàu này, cho đến nay là dịch vụ hành khách quốc tế quan trọng nhất trong DPRK, hoạt động thông qua Sinŭiju 4 lần/tuần (Thứ 2, Thứ 4, Thứ 5 và Thứ 7). Kiểm tra hải quan và nhập cư diễn ra tại Sinŭiju. Chuyến đi mất 22 giờ 51 phút từ P'yŏngyang đến Beijing, và 23 giờ 18 phút từ Beijing đến P'yŏngyang. Các điểm dừng tại Bắc triều Tiên là tại các ga P'yŏngyang, Ch'ŏngju Ch'ŏngnyŏn, Ch'ŏnggang và Ga Sinŭiju Ch'ŏngnyŏn. Đoàn tàu thường gồm tám toa và một xe ăn chạy giữa Bình Nhưỡng và Tân Nghĩa Châu, gồm hai toa ngủ của Bắc Triều Tiên giữa Bình Nhưỡng và Bắc Kinh, và ba toa của Đường sắt Trung Quốc và một toa ngủ của Đường sắt Nhà nước Triều Tiên giữa Bình Nhưỡng và Đan Đông, Trung Quốc.
Dịch vụ quốc tế quan trọng khác là tàu hỏa (cụ thể là xe ngủ) hoạt động hai tuần một lần giữa P'yŏngyang và Moscow, hoạt động từ năm 1987. Chuyến tàu này thường không mở cho người nước ngoài ngoài trừ công dân Nga đến Rajin.
Ngoài ra còn có một dịch vụ hành khách quốc tế từ Manp'o đến Ji'an, Trung Quốc, dưới dạng một toa chở khách duy nhất gắn liền với toa chở hàng xuyên biên giới hàng ngày. Chuyến tàu này không được người nước ngoài sử dụng ngoài người Triều Tiên Trung Quốc.
Các chuyến tàu đường dài quan trọng khác bao gồm P'yŏngyang - Kilju - Hyesan (721 km (448 mi), P'yŏngyang - Ch'ŏngjin - Tumangang (1,011 km (0,628 mi)), P'yŏngyang - Ch'ŏngjin - Musan (813 km (505 mi)), P'yŏngyang - Kŭmgol (570 km (350 mi)), P'yŏngyang - Kowŏn - P'yŏnggang (370 km (230 mi)), Haeju - Manp'o (492 km (306 mi)), Haeju - Sariwŏn - P'yŏngyang - Kilju - Hyesan (855 km (531 mi)), Sinch'ŏn - Sariwŏn - P'yŏngyang - Ch'ŏngjin (858 km (533 mi)) và Sinŭiju - Kaesŏng (413 km (257 mi)).

## Tuyến đường
Bắc Triều Tiên có một mạng lưới rộng lớn gồm các tuyến đường sắt khổ tiêu chuẩn và hẹp, gần như tạo thành hình chữ H, với các tuyến chính phía tây và phía đông kết nối với hai tuyến chính phía bắc và phía nam trên bờ biển phía đông và phía tây.
Danh sách này chỉ nêu các tuyến chính.
Trunk Lines
- Hambuk Line: Ch'ŏngjin Ch'ŏngnyŏn–Rajin, 331,1 km (205,7 mi), 1,435 mm (0,0565 in) khổ tiêu chuẩn (Hongŭi–Rajin dùng đường ray kép với khổ tiêu chuẩn và khổ rộng 1,520 mm (0,0598 in) theo chuẩn của Nga);
- Hongŭi Line: Hongŭi (Hambuk line) - Tumangang (-> Khasan, Nga), 9,5 km (5,9 mi), khổ kép;
- Kangwŏn Line: Kowŏn (P'yŏngra Line) - P'yŏnggang, 145,8 km (90,6 mi) khổ tiêu chuẩn
- Kŭmgangsan Ch'ŏngnyŏn Line: Anbyŏn (Kangwŏn Line) - Kŭmgangsan Ch'ŏngnyŏn (-> Chejin, Hàn Quốc, 101,0 km (62,8 mi) khổ tiêu chuẩn
- Manp'o Line: Sunch'ŏn (P'yŏngra Line) - Manp'o, 299,9 km (186,3 mi) Khổ tiêu chuẩn
- Paektusan Ch'ŏngnyŏn Line: Kilju Ch'ŏngnyŏn (P'yŏngra Line) - Hyesan Ch'ŏngnyŏn (Pukpu Line), 141,7 km (88,0 mi) khổ tiêu chuẩn
- P'yŏngbu Line: P'yŏngyang - Kaesŏng (-> Torasan, Hàn Quốc), 187,3 km (116,4 mi) khổ tiêu chuẩn
- P'yŏngdŏk Line: P'yŏngyang - Kujang Ch'ŏngnyŏn (Tuyến Manp'o và Ch'ŏngnyŏn P'arwŏn), 192,3 km (119,5 mi) khổ tiêu chuẩn
- P'yŏngnam Line: P'yŏngyang - Namp'o, 55,2 km (34,3 mi) khổ tiêu chuẩn
- P'yŏngra Line: P'yŏngyang - Rajin, 819,0 km (508,9 mi) khổ tiêu chuẩn
- P'yŏngŭi Line: P'yŏngyang - Sinŭiju (-> Dandong, Trung Quốc), 225,1 km (139,9 mi) khổ tiêu chuẩn

Đường khổ hẹp
Các đường khổ hẹp ở Bắc Triều Tiên được chế tạo tới khổ 762 mm (30,0 in). Một số được điện khí hóa ở 1500 V DC. Trong khi có những tuyến như vậy trên khắp cả nước, những tuyến quan trọng nhất là ở phía bắc của đất nước. Tuyến dài nhất trong số các tuyến khổ hẹp ở Bắc Triều Tiên là Paengmu Line, dài 191,7 km (119,1 mi) từ Paegam đến Musan, kết nối các tuyến khổ tiêu chuẩn Paektusan Ch'ŏngnyŏn Line và Musan Line.

## Rolling Stock

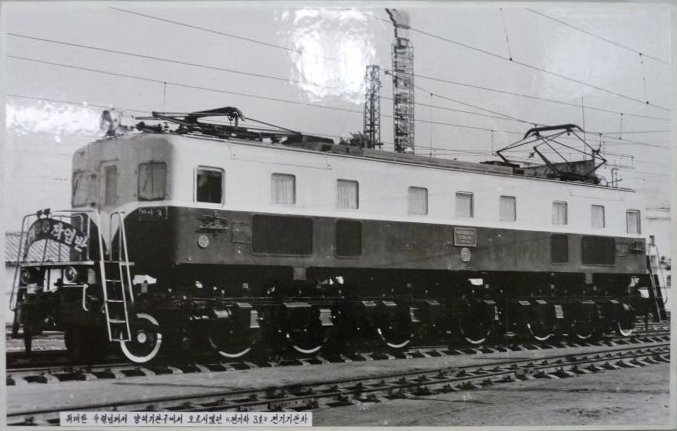
Đầu máy xe lửa loại Chŏngiha 전기하3, thuộc loại đầu máy điện đầu tiên ở Hàn Quốc.

Đường sắt Nhà nước Triều Tiên vận hành nhiều loại đầu máy điện, diesel và hơi nước, cùng với nhiều loại tàu chở khách động lực phân tán. Các đầu máy của KSR được lấy từ nhiều nguồn khác nhau. Phần lớn, chủ yếu là đầu máy hơi nước và điện do Nhật Bản sản xuất, đã bị bỏ lại sau khi kết thúc thời kỳ thuộc địa, và các đầu máy này đã di chuyển phần lớn các chuyến tàu giữa thời điểm phân chia Triều Tiên và bắt đầu Chiến tranh Triều Tiên. Vào ngày 10 tháng 12 năm 1947, Kukch'ŏl có 786 đầu máy - 617 đầu máy khổ tiêu chuẩn (141 tank, 476 tender), 158 đầu máy khổ hẹp, 8 đầu máy điện (khổ tiêu chuẩn), và ba cần cẩu hơi nước; kể từ tháng 9/1945, 747 toa chở khách, 6,928 toa chở hàng và 29 tàu điện ở miền Bắc - tất cả những thứ này đã được thừa hưởng từ Chosen Government Railway và các công ty đường sắt thuộc sở hữu tư nhân khác nhau ở Triều Tiên.
The Korean War destroyed much of the North's railway infrastructure, but with extensive Soviet và Chinese aid, along with aid from the rest of the Eastern Bloc - mostly in the form of steam locomotives from Hungary, Czechoslovakia, Poland và Romania, North Korea's railways were rapidly rebuilt. During the Ch'ŏllima Movement, North Korea's equivalent to China's Great Leap Forward, Kim Il-sung placed a special emphasis on the electrification of the railways. As a result of this emphasis, many hundreds of kilometres of railway were electrified by the end of the 1950s.

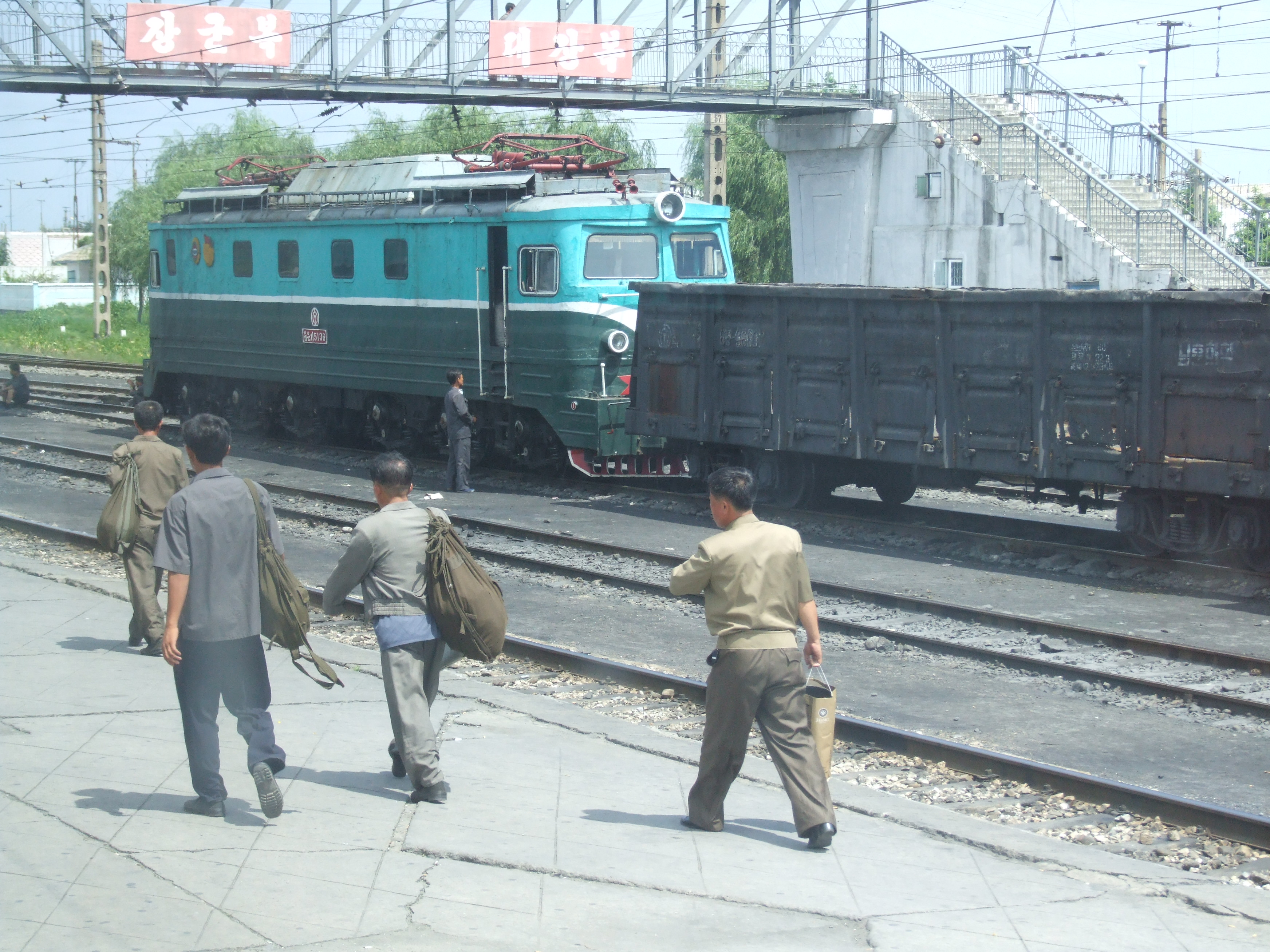
Đầu máy 붉은기5136 loại Red Flag 1 tại Sinanju.

Another important aspect of the Ch'ŏllima Movement was the further industrialisation of North Korea. In terms of industry, the Japanese legacy was a fairly extensive network of railways connecting steel mills, chemical plants and other heavy industries with the many mines of the north - coal, iron, and many other metal and non-metal resources; all of these were further expanded during the 1950s. In 1945, a rolling stock repair facility in P'yŏngyang, eventually becoming today's Kim Chong-t'ae Electric Locomotive Works, which has manufactured almost all of North Korea's electric locomotives since the first Red Flag 1-class locomotive, North Korea's first domestically produced electric locomotive, was rolled out in 1961.
With ample coal supplies to fire steam locomotives, and electrification of the rail network being expanded rapidly after the Korean War, dieselisation was not the priority for Kukch'ŏl that it was for many other railways, not starting in earnest until the second half of the 1960s with the arrival of the first diesel locomotives from Hungary and the Soviet Union. Once there, though, they have consistently shared the burden with electric and steam locomotives, taking over the latter's share of work on non-electrified lines gradually. Though still in sporadic use, steam had mostly left the North Korean mainlines by the end of the 1970s, and elsewhere by the end of the 1990s.

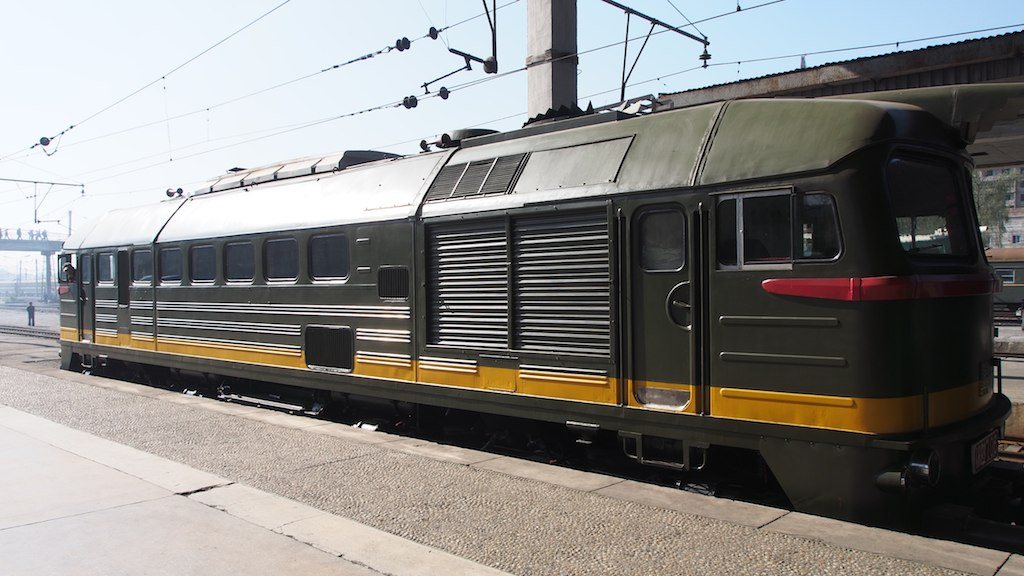
Một đầu máy diesel M62 của Bắc Triều Tiên tại ga P'yŏngyang.

Severe floods in the 1990s had taken their toll on North Korea's hydroelectric generation system, and even some mines had flooded - and due to electricity shortages caused by the silting of the dams, there was often little electricity available to run pumps needed to clear the water out of the mines. By the turn of the millennium, Kukch'ŏl was having difficulties keeping electric trains running, and the fleet of K62s was insufficient to meet the transportation needs, even though demand had been reduced significantly due to ongoing economic difficulties. To alleviate this problem, more M62s from several European countries, along with a sizeable number of second-hand locomotives from China, were imported. At the same time, however, the economic crisis also made it difficult to obtain diesel fuel, and by the late 1990s rail traffic was barely plodding along.
In recent years, extensive work has begun on refurbishing the rail network and power generation capabilities in the country, but diesels continue to play their significant role in hauling passenger and freight trains on the various mainlines, and Kim Jong-un has been placing special emphasis on the refurbishment and modernisation of the railways. Due to ongoing economic difficulties in North Korea, maintenance levels are poor; locomotive serviceability is estimated at 50%. However, recent imports of diesel locomotives from China and construction of newer electric locomotive types are helping to ameliorate the situation.
At the present time the Đường sắt Nhà nước Triều Tiên operates primarily using electric and diesel power, with a wide array of locomotive types. Most numerous and important are the Red Flag 1-class electrics, the Red Flag 6-class articulated electrics for heavy freight trains, and the Kanghaenggun-class electrics, which were converted from diesels; also important are the K62-class diesels, and the various types imported recently from China. Efforts to modernise the motive power stock are also underway, with the continuing construction of Red Flag 5400-class heavy electrics and the latest addition, the Sŏngun Red Flag-class electrics designed to provide greater performance with lower power consumption, along with a program to modernise the K62 diesels with new engines and other upgrades.
Năm 2002, những toa chở khách do Thụy Sĩ sản xuất được mua lại từ BLS Lötschbergbahn đã được đưa vào phục vụ trên tàu cao tốc P'yŏngyang–Hyesan, trở thành những toa chở khách đầu tiên do phương Tây sản xuất được vận hành bởi Kukch'ŏl.
Theo chỉ đạo của Kim Jong-un để cải thiện hình ảnh của đường sắt Triều Tiên, Những toa chở khách màu xanh lá cây đồng đều của Kukch'ŏl's đang được sơn lại thành sặc sỡ hơn.

## Liên kết đường sắt với các nước liền kề
- Trung Quốc (China Railway) - mở - cùng khổ đường
- Nga (Russian Railways) - mở - khác khổ đường
- Hàn Quốc (Korail) - không sử dụng thường xuyên - cùng khổ đường